# Cryin' Time
Cryin' Time è un album di Otis Spann, pubblicato dalla Vanguard Records nel 1969.
Il disco fu registrato il 7, 20 e 21 marzo 1968 all'Universal Studios di Chicago, Illinois (Stati Uniti).

## Tracce
Lato A
1. Home to Mississippi – 3:23 (Otis Spann)
2. Blues Is a Botheration – 3:58 (Otis Spann)
3. You Said You'd Be on Time – 4:43 (George Spink, Otis Spann)
4. Cryin' Time – 3:07 (Otis Spann)
5. Blind Man – 3:21 (Brano tradizionale)

Lato B
1. Some Day – 4:32 (Otis Spann)
2. Twisted Snake – 2:59 (Otis Spann)
3. Green Flowers – 4:41 (McKinley Morganfield (Muddy Waters))
4. The New Boogaloo – 2:07 (Otis Spann)
5. Mule Kicking in My Stall – 3:31 (McKinley Morganfield (Muddy Waters))

## Musicisti
- Otis Spann - pianoforte, organo, voce
- Barry Melton - chitarra solista
- Luther Johnson - chitarra
- Jos Davidson - basso
- Lonnie Taylor - batteria
- Lucille Spann - accompagnamento vocale (brani: A5 e B1)